# Корновекио
Корновекио (итал. Cornovecchio) је насеље у Италији у округу Лоди, региону Ломбардија.
Према процени из 2011. у насељу је живело 163 становника. Насеље се налази на надморској висини од 53 м.

## Становништво
| 1936. | 1951. | 1961. | 1971. | 1981. | 1991. | 2001. | 2011. |
| ----- | ----- | ----- | ----- | ----- | ----- | ----- | ----- |
| 679   | 566   | 405   | 284   | 264   | 231   | 219   | 226   |